# Mittelhorn
Das Mittelhorn ist ein 3702 m ü. M. hoher Gipfel östlich von Grindelwald in den Berner Alpen. Zusammen mit dem Wetterhorn (3690 m ü. M.) und dem Rosenhorn (3689 m ü. M.) bildet es eine markante Bergkette, die unter dem Namen Wetterhörner bekannt ist.
Obwohl das Mittelhorn der höchste Gipfel dieser Kette ist, wird meist das von Grindelwald aus gesehen viel markantere Wetterhorn bestiegen. Der Normalweg auf das Mittelhorn führt (wie auch derjenige auf das Wetterhorn) entweder von der Glecksteinhütte über das Willsgrätli (ZS-) oder von der Dossenhütte über den Rosenlauigletscher (WS) und den Wellhornsattel in den 3478 m ü. M. hohen Wettersattel. Von dort aus führt die Route über den Westgrat (WS) zum Gipfel. Eine weitere Anstiegsmöglichkeit bei guter Schneelage ist das sogenannte Südwestcouloir, eine ca. 42 Grad steile Rinne, die in den Südostgrat mündet (ZS). Der Gipfel kann auch im Winter oder Frühjahr im Rahmen einer Skitour bestiegen werden.
Das Mittelhorn hat in nördlicher Richtung Dominanz bis hin zum Gunnbjørn Fjeld in Grönland.

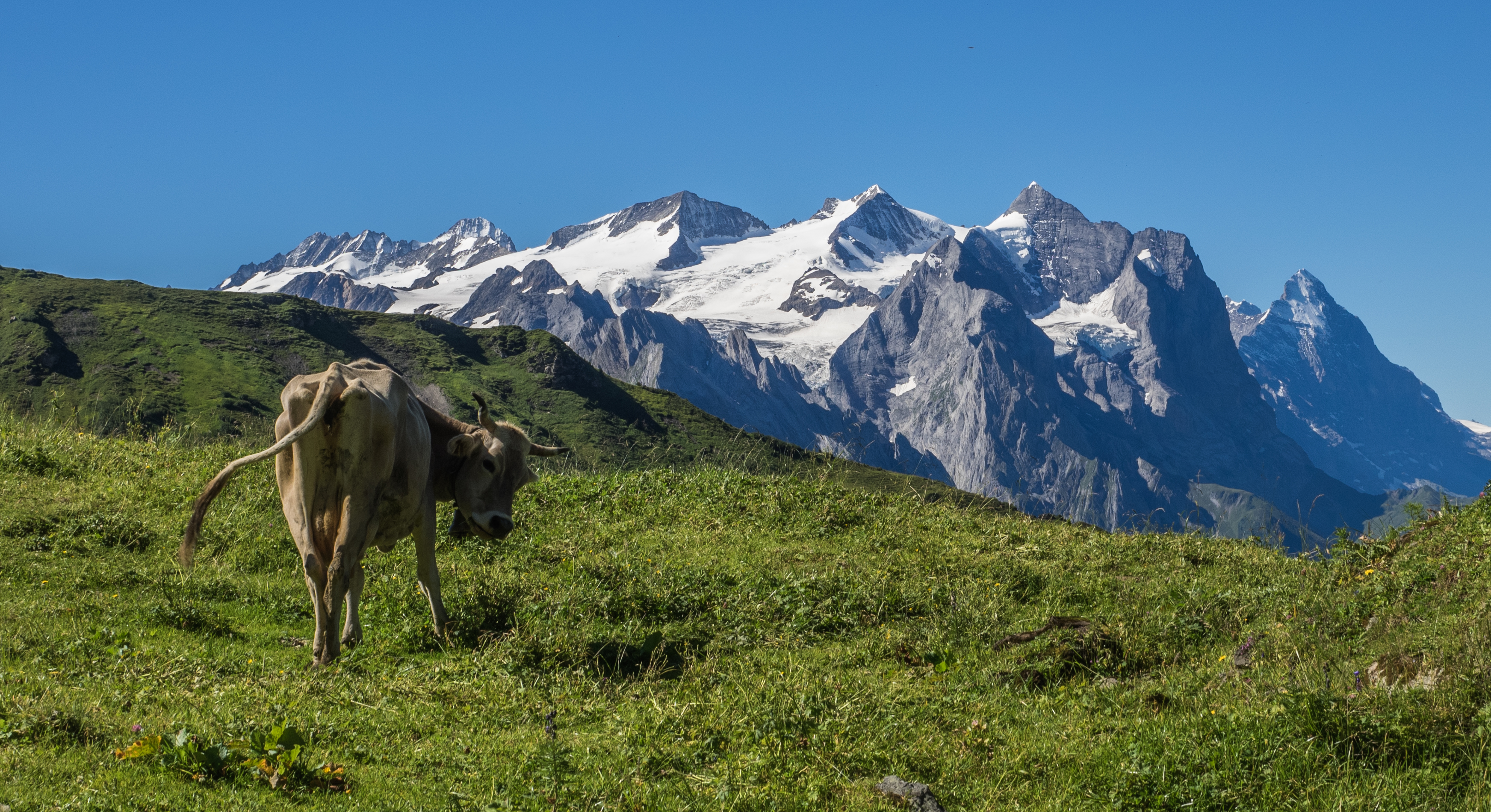
Rosenhorn, Mittelhorn und Wetterhorn, von Hasliberg aus gesehen. Im Hintergrund links Lauteraarhorn und Schreckhorn, rechts der Eiger.